# Lijst van voetbalinterlands Iran - Rusland
Deze lijst van voetbalinterlands is een overzicht van alle officiële voetbalwedstrijden tussen de nationale teams van Iran en Rusland. De landen speelden tot op heden drie keer tegen elkaar. De eerste ontmoeting, een vriendschappelijke wedstrijd, werd gespeeld in Abu Dhabi (Verenigde Arabische Emiraten) op 9 februari 2011. Het laatste duel, eveneens een vriendschappelijke wedstrijd, vond plaats op 23 maart 2023 in Teheran.

## Wedstrijden
| № | Plaats    | Datum           | Competitie        | Wedstrijd      | Uitslag |
| - | --------- | --------------- | ----------------- | -------------- | ------- |
| 1 | Abu Dhabi | 9 februari 2011 | Vriendschappelijk | Iran – Rusland | 1 – 0   |
| 2 | Kazan     | 10 oktober 2017 | Vriendschappelijk | Rusland – Iran | 1 – 1   |
| 3 | Teheran   | 23 maart 2023   | Vriendschappelijk | Iran − Rusland | 1 − 1   |

## Samenvatting
| Competitie        | Totaal gespeeld | Winst Iran | Gelijk | Winst Rusland | Doelsaldo Iran – Rusland |
| ----------------- | --------------- | ---------- | ------ | ------------- | ------------------------ |
| Vriendschappelijk | 3               | 1          | 2      | 0             | 3 – 2                    |
| Totaal            | 3               | 1          | 2      | 0             | 3 – 2                    |

## Details

### Eerste ontmoeting
| Vriendschappelijk (Abu Dhabi, Verenigde Arabische Emiraten, 9 februari 2011): |       |         |
| Iran                                                                          | 1 – 0 | Rusland |
| Mohammad Khalatbari 90'                                                       | goals |         |

### Tweede ontmoeting
| Vriendschappelijk (Kazan, Rusland, 10 oktober 2017):                        |       |                   |
| Rusland                                                                     | 1 – 1 | Iran              |
| Dmitry Poloz 74'                                                            | goals | 57' Sardar Azmoun |
| - Debuut van doelman Andrey Lunyov (FK Zenit Sint-Petersburg) voor Rusland. |       |                   |